# Ceratina morawitzi
Ceratina morawitzi là một loài Hymenoptera trong họ Apidae. Loài này được Sickmann mô tả khoa học năm 1894.